# Метешть
Метешть, Метешті (рум. Mătești) — село у повіті Бузеу в Румунії. Входить до складу комуни Сепока.
Село розташоване на відстані 100 км на північний схід від Бухареста, 8 км на північний захід від Бузеу, 102 км на захід від Галаца, 102 км на південний схід від Брашова.

## Населення
За даними перепису населення 2002 року у селі проживали 1529 осіб, з них 1528 осіб (99,9%) румунів. Рідною мовою 1528 осіб (99,9%) назвали румунську.